# Campeonato Sub-20 da OFC de 2016
O Campeonato Sub-20 da OFC de 2016 foi a 13.ª edição da competição organizada pela Confederação de Futebol da Oceania (OFC) para jogadores com até 20 anos de idade. O evento foi realizado no Vanuatu de 3 a 17 de setembro.
A Nova Zelândia conquistou pela sexta vez na história da competição o título de campeão após derrotar a seleção de Vanuatu por 5-0 com isso as duas seleções se classificaram para a disputa da Copa do Mundo FIFA Sub-20 de 2017.

## Formato de disputa
Na fase preliminar são disputada por 4 equipes todas jogando contra todas em jogo único após realizarem todos os jogos a equipe que terminar em primeiro se classifica para a disputa final da competição com as outras 7 equipes.

## Participantes
Fase preliminar
- Ilhas Cook
- Samoa
- Samoa Americana
- Tonga (país sede)

Fase final
- Fiji (atual campeão)
- Ilhas Cook
- Nova Caledônia
- Nova Zelândia
- Papua-Nova Guiné
- Ilhas Salomão
- Taiti
- Vanuatu (anfitrião)

## Sedes
| Port Vila                       | Luganville                     |
| ------------------------------- | ------------------------------ |
| Estádio Municipal de Port Villa | Luganville Soccer City Stadium |
| Capacidade: 10.000              | Capacidade: 7.000              |

## Sorteio
O sorteio de definição dos grupos foi realizado no dia 22 de junho em Luganville.
| Pote 1        | Pote 2                         | Pote 3                       | Pote 4                                    |
| ------------- | ------------------------------ | ---------------------------- | ----------------------------------------- |
| Vanuatu Taiti | Nova Zelândia Papua-Nova Guiné | Nova Caledônia Ilhas Salomão | Fiji classificado da fase de qualificação |

## Árbitros
Foram escolhidos 4 árbitros e 5 árbitros assistentes para a disputa da competição.
Árbitros
- VAN Joel Hoppken
- SOL Nelson Sogo
- NZL Campbell-Kirk Waugh
- FIJ Salesh Chand

Árbitros assistentes
- NZL Lleyton Sanders
- ISR Nathan Gohberg
- KOR Juwon Park
- LAT Artemijs Misins
- FIJ Jilio Vakaura

## Fase preliminar
Todos os jogos foram realizados na cidade de Nukuʻalofa, Tonga entre os dias 21-27 de junho.
| Seleção         | P | J | V | E | D | GP | GC | SG  |
| --------------- | - | - | - | - | - | -- | -- | --- |
| Ilhas Cook      | 7 | 3 | 2 | 1 | 0 | 7  | 1  | +6  |
| Samoa           | 4 | 3 | 1 | 1 | 1 | 8  | 4  | +4  |
| Tonga           | 3 | 3 | 0 | 3 | 0 | 5  | 5  | 0   |
| Samoa Americana | 1 | 3 | 0 | 1 | 2 | 1  | 11 | -10 |

Todas as partidas seguem o fuso horário de Tonga (UTC+13)
| 21 de junho | Tonga     | 1 – 1     | Ilhas Cook  | Loto-Tonga Soka Centre, Nukuʻalofa |
| 12:00       | Po'oi 50' | Relatório | Tiputoa 77' | Árbitro: Joel Hopkey               |

| 21 de junho | Samoa Americana | 0 – 5     | Samoa                                                | Loto-Tonga Soka Centre, Nukuʻalofa |
| 15:00       |                 | Relatório | Mariner 12' · Malo 20' · Hunt 48' · Tunupopo 65' 75' | Árbitro: Nelson Sogo               |

| 24 de junho | Tonga        | 1 – 1     | Samoa Americana | Loto-Tonga Soka Centre, Nukuʻalofa |
| 12:00       | Likiliki 10' | Relatório | Fiso 6'         | Árbitro: Salesh Chand              |

| 24 de junho | Samoa | 0 – 1     | Ilhas Cook     | Loto-Tonga Soka Centre, Nukuʻalofa |
| 15:00       |       | Relatório | D. Tiputoa 85' | Árbitro: Campbell-Kirk Waugh       |

| 27 de junho | Ilhas Cook                                      | 5 – 0     | Samoa Americana | Loto-Tonga Soka Centre, Nukuʻalofa |
| 12:00       | Wood 31' · Samuela 38' · D. Tiputoa 54' 59' 72' | Relatório |                 | Árbitro: Joel Hopkey               |

| 27 de junho | Samoa                       | 3 – 3     | Tonga                | Loto-Tonga Soka Centre, Nukuʻalofa |
| 15:00       | Tunupopo 66' 70' · Malo 80' | Relatório | Polovili 10' 40' 73' | Árbitro: Campbell-Kirk Waugh       |

## Primeira fase
|  | Equipes classificadas para a semifinal |
|  | Equipes eliminadas                     |

Todas as partidas seguem o fuso horário de Vanuatu (UTC+11)

### Grupo A
| Seleção          | P | J | V | E | D | GP | GC | SG |
| ---------------- | - | - | - | - | - | -- | -- | -- |
| Vanuatu          | 9 | 3 | 3 | 0 | 0 | 8  | 2  | +6 |
| Nova Caledônia   | 4 | 3 | 1 | 1 | 1 | 5  | 3  | +2 |
| Fiji             | 2 | 3 | 0 | 2 | 1 | 2  | 3  | –1 |
| Papua-Nova Guiné | 1 | 3 | 0 | 1 | 2 | 3  | 8  | –5 |

| 3 de setembro | Papua-Nova Guiné | 1 – 4     | Nova Caledônia                                                   | Estádio Municipal de Port Vila, Port Vila |
| 12:00         | Awi 34'          | Relatório | Watrone 56' · Gope-Fenepej 68' ( pen.) · Poma 82' · Houala 90+4' | Árbitro: TAH Kader Zitouni                |

| 3 de setembro | Vanuatu    | 1 – 0     | Fiji | Estádio Municipal de Port Vila, Port Vila |
| 15:00         | Tenene 61' | Relatório |      | Árbitro: NZL Nick Waldron                 |

| 6 de setembro | Nova Caledônia   | 1 – 1     | Fiji         | Estádio Municipal de Port Vila, Port Vila |
| 12:00         | Gope-Fenepej 68' | Relatório | Jennings 25' | Árbitro: SOL George Time                  |

| 6 de setembro | Vanuatu                                     | 3 – 1     | Papua-Nova Guiné | Estádio Municipal de Port Vila, Port Vila |
| 15:00         | Wilkins 50' ( pen.) · Kalo 56' · Thomas 81' | Relatório | Yanum 77'        | Árbitro: NZL Robinson Campbell-Kirk Waugh |

| 10 de setembro | Fiji         | 1 – 1     | Papua-Nova Guiné | Estádio Municipal de Port Vila, Port Vila |
| 12:00          | Catarogo 71' | Relatório | Dabinyaba 35'    | Árbitro: SOL Nelson Sogo                  |

| 10 de setembro | Nova Caledônia | 0 – 1     | Vanuatu               | Estádio Municipal de Port Vila, Port Vila |
| 15:00          |                | Relatório | Wilkins 90+1' ( pen.) | Árbitro: NZL Nick Waldron                 |

### Grupo B
| Seleção       | P | J | V | E | D | GP | GC | SG |
| ------------- | - | - | - | - | - | -- | -- | -- |
| Nova Zelândia | 7 | 3 | 2 | 1 | 0 | 7  | 1  | +6 |
| Ilhas Salomão | 5 | 3 | 1 | 2 | 0 | 5  | 2  | +3 |
| Taiti         | 4 | 3 | 1 | 1 | 1 | 6  | 7  | –1 |
| Ilhas Cook    | 0 | 3 | 0 | 0 | 3 | 1  | 9  | –8 |

| 3 de setembro | Nova Zelândia     | 3 – 0     | Ilhas Cook | Luganville Soccer City Stadium, Luganville |
| 12:00         | Bevan 30' 76' 90' | Relatório |            |                                            |

| 3 de setembro | Taiti                   | 2 – 2     | Ilhas Salomão           | Luganville Soccer City Stadium, Luganville |
| 15:00         | Siejidr 13' · Salem 34' | Relatório | Wetney 50' · Raramo 65' | Árbitro: VAN Joel Hopken                   |

| 6 de setembro | Ilhas Cook | 0 – 3     | Ilhas Salomão              | Luganville Soccer City Stadium, Luganville |
| 12:00         |            | Relatório | Waita 54' · Wetney 56' 83' | Árbitro: VAN Robinson Banga                |

| 6 de setembro | Taiti        | 1 – 4     | Nova Zelândia                                        | Luganville Soccer City Stadium, Luganville |
| 15:00         | Petitgas 27' | Relatório | Dyer 39' ( pen.) · Lewis 61' · Imrie 65' · Bevan 87' | Árbitro: NCL Medric Lacour                 |

| 10 de setembro | Ilhas Salomão | 0 – 0     | Nova Zelândia | Luganville Soccer City Stadium, Luganville |
| 12:00          |               | Relatório |               | Árbitro: NCL Mederic Lacour                |

| 10 de setembro | Ilhas Cook          | 1 – 3     | Taiti                     | Luganville Soccer City Stadium, Luganville |
| 15:00          | Tiputoa 83' ( pen.) | Relatório | Salem 45+2' 55' · Tau 87' | Árbitro: VAN Joel Hopkken                  |

## Fase final
|  | Semifinais                  | Semifinais |   |  | Final                      | Final |  |
|  |                             |            |   |  |                            |       |  |
|  | 13 de setembro – Luganville |            |   |  |                            |       |  |
|  | Nova Zelândia               | 3          |   |  |                            |       |  |
|  | Nova Caledônia              | 1          |   |  |                            |       |  |
|  |                             |            |   |  |                            |       |  |
|  |                             |            |   |  | 17 de setembro – Port Vila |       |  |
|  |                             |            |   |  | Nova Zelândia              | 5     |  |
|  |                             | Vanuatu    | 0 |  |                            |       |  |
|  |                             |            |   |  |                            |       |  |
|  |                             |            |   |  |                            |       |  |
|  |                             |            |   |  |                            |       |  |
|  | 13 de setembro – Port Vila  |            |   |  |                            |       |  |
|  | Vanuatu                     | 2          |   |  |                            |       |  |
|  | Ilhas Salomão               | 1          |   |  |                            |       |  |

### Semifinal
| 13 de setembro | Nova Zelândia          | 3 – 1     | Nova Caledônia | Luganville Soccer City Stadium, Luganville |
| 11:00          | Dyer 23' 30' · Cox 71' | Relatório | Nyipe 19'      | Árbitro: TAH Kader Zitouni                 |

| 13 de setembro | Vanuatu                    | 2 – 1     | Ilhas Salomão | Estádio Municipal de Port Vila, Port Vila |
| 14:30          | Tenene 36' · Massing 90+4' | Relatório | Gise 21'      | Árbitro: NZL Nick Waldron                 |

### Final
| 17 de setembro | Nova Zelândia                                       | 5 – 0     | Vanuatu | Estádio Municipal de Port Vila, Port Vila |
| 14:30          | Ashworth 13' · Dyer 34' · Bevan 76' · Imrie 88' 90' | Relatório |         | Árbitro: TAH Kader Zitouni                |

## Artilharia
5 gols
- Dwayne Tiputoa
- Myer Bevan

4 gols
- Moses Dyer
- Pago Tunupopo

3 gols
- Lucas Imrie
- Heirauarii Salem
- Hemaloto Polovili

2 gols
- Thomas Gope-Fenepej
- Albert Wetney
- Samuelu Malo
- Godine Tenene
- Ronaldo Wilkins

1 gol
- Steven Fiso
- Kimiora Samuela
- Conroy Tiputoa
- Michael Wood
- France Catarogo
- Leroy Jennings
- Warren Houala
- Cyril Nyipe
- Pothin Poma
- Albert Watrone
- Hunter Ashworth
- Reese Cox
- Clayton Lewis
- Alu Awi
- Peter Dabinyaba
- Augustine Waita
- Gabby Yanum
- Timothy Hunt
- Frank Mariner
- Joe Gise
- Richard Raramo
- Albert Wetney
- Rayan Petitgas
- Marc Siejidr
- Sandro Tau
- Anthony Likiliki
- Talatala Po'oi
- Bong Kalo
- Frederick Massing
- Jason Thomas

## Premiação
| Campeonato Sub-20 da OFC de 2016   |
| Nova Zelândia                      |
| ---------------------------------- |
| Nova Zelândia Campeão (6.º título) |